# Barrio Ruta del Sol
Barrio Ruta del Sol es una localidad argentina ubicada en El Peligro, partido de La Plata, Provincia de Buenos Aires. Se halla a la vera de la Ruta Provincial 2, El Barrio está comprendido por las Calles 426 hasta la Calle 436. y 227 o calle colectora hasta calle 234.  Es la única localidad del partido que en 2001 fue censada como correspondiente al Gran Buenos Aires. Comprende asimismo una zona rural de quintas típica de la periferia de La Plata. Los indicadores sociales de este barrio están entre los más bajos de la zona sudoeste de La Plata. Cuenta con una Unión Vecinal y un Centro Cívico, este último tiene su sede en calle La Perla y Pueyrredon, cuenta con biblioteca y donde se realizan diversas actividades. Recientemente se organizó El colectivo de feriantes, el cual nuclea a un grupo de artesanos del barrio, los cuales ofrecen sus productos en la feria del sauce solo, espacio en recuperación y puesta en valor.
El barrio cuenta con servicio de luz, teléfono e Internet por fibra óptica.